# Яковлева, Валентина Фёдоровна
Валентина Фёдоровна Яковлева (13 декабря 1922 года, деревня Нестерово, Тверская область — 7 октября 2007 года, Санкт-Петербург) — российский и советский ученый—правовед, доктор юридических наук (1971), профессор юридического факультета СПбГУ (ЛГУ).

## Краткая биография
Участница Великой Отечественной войны в 1942—1945 годах, награждена орденом Великой Отечественной войны II степени и 11 медалями. Окончила юридический институт им. М. И. Калинина (1949). Защитила кандидатскую диссертацию «Исполнение обязательств между социалистическими хозяйственными организациями» (1952), докторскую диссертацию «Правовые проблемы специализации и кооперирования промышленности в СССР» (1970). Доцент, затем профессор кафедры гражданского права, с начала 1990-х годов — кафедры коммерческого права. Автор ряда книг по кооперированию промышленности в СССР. Сторонник рассмотрения коммерческого права как подотрасли гражданского права.
Автор нескольких глав в учебнике по гражданскому праву, издававшемся в 1971 и 1981 годах, разделов в комментарии к Гражданскому кодексу РСФСР. Автор ряда глав и редактор (совместно с В. Ф. Попондопуло) учебника по коммерческому праву (издания 1993, 1997-98, 2002 годов).
Награждена нагрудным знаком «Почётный работник высшего профессионального образования России» (1999).

## Научная и учебная литература
- Договор комиссионной продажи сельскохозяйственной продукции. М., Госюриздат. 1959. 90 стр. 10000 экз.
- Кооперированные поставки в промышленности СССР. М., Госюриздат. 1963. 164 стр. 4000 экз.
- Гражданско-правовые вопросы специализации промышленности в СССР. Л., Издательство ЛГУ. 1968. 64 стр. 2730 экз.
- Специализация и кооперирование промышленности. (Правовые вопросы). М., Юрид. лит. 1974. 232 стр. 8000 экз.
- Смирнов В. Т., Яковлева В. Ф. Правовые проблемы перевозки и материально-технического снабжения. Л., ЛГУ. 1978. 221 стр. 5854 экз.
- Коммерческое право. В 2 ч. / Под ред. В. Ф. Попондопуло, В. Ф. Яковлевой. 3-е изд., перераб. и доп. М., Юристъ. 2002. Ч. 1. 624 стр. Ч.2. 640 стр. Тираж 30000 экз.